# Средња техничка школа Стара Тура
Средња техничка школа Стара Тура (свк. Stredná priemyselná škola Stará Turá), до 1. септембра 2023. године Средња стручна школа Стара Тура (свк. Stredná odborná škola Stará Turá), је средња техничка школа са седиштем у Старој Тури. Основана је 1. септембра 2003. године спајањем Средњег стручног училишта електротехнике и Средње индустријскe школе електротехнике као Удружена средња школа електротехнике, а 1. септембра 2008 године преименована је у Средњу стручну школу. Године 2018. извршена је реконструкција спољне фасаде, кантине и простора за одмор ученика. У децембру 2019. године завршена је реконструкција главног дела школске теретане и гардеробе.

## Штудијски програми

### Програми Средњег стручног училишта
- Механичар подешавач
- Механичар рачунарске мреже
- Механичар електротехничар
- Графичар дигиталних медија

### Програми Средње индустријске школе
- Информационе и мрежне технологије
- Електротехника

## Учебни програми
- Електромеханичар
- Металопрерађивач